# Kalvarija (gemeente)
Kalvarija is een van de 60 Litouwse gemeenten, in het district Marijampolė (district).
De hoofdplaats is de gelijknamige stad Kalvarija. De gemeente telt 13.900 inwoners op een oppervlakte van 441 km².
Volgens de Litouwse volkstelling van 2021 had Kalvarija een relatief hoog vruchtbaarheidscijfer (voor Litouwse begrippen) van gemiddeld 1,872 kinderen per vrouw, hetgeen ongeveer 24% hoger is dan het Litouwse gemiddelde van 1,506 kinderen per vrouw.

## Plaatsen in de gemeente
Plaatsen met inwonertal (2001):
- Kalvarija – 5090
- Jungėnai – 929
- Jusevičiai – 421
- Sangrūda – 411
- Mikalauka – 312
- Liubavas – 300
- Sūsninkai – 275
- Brukai – 269
- Mockai – 269
- Senoji Radiškė – 258